# 阮埇駅
阮埇駅（げんようえき）は、中華人民共和国広東省仏山市高明区に位置する高明区現代有軌電車の駅である。

## 歴史
- 2019年12月30日: 開業[1]。

## 隣の駅
高明有軌電車
■ 高明有軌電車
体育中心駅 - 阮埇駅 -  智湖駅